# Ambulyx tenimberi
Espèce
Ambulyx tenimberi est une espèce d'insectes lépidoptères de la famille des Sphingidae, sous-famille des Smerinthinae, tribu des Ambulycini, et du genre Ambulyx.

## Distribution
Célèbes (Indonésie).

## Systématique
- L'espèce Ambulyx tenimberi a été décrite par l'entomologiste américain Benjamin Preston Clark en 1929, sous le nom initial de Oxyambulyx tenimberi.

### Synonymie
- Oxyambulyx tenimberi Clark, 1929 Protonyme